# Niwchische Sprache
Das Niwchische (oder veraltet Giljakische) wird von etwa 200 Niwchen gesprochen, die in Russland an der Mündung des Amur und auf der Insel Sachalin leben. Niwchisch ist eine isolierte Sprache, also mit keiner anderen bekannten Sprache genetisch verwandt.
Es wird jedoch mit anderen sibirischen Sprachen zur rein geographischen Gruppe der paläosibirischen Sprachen zusammengefasst. Die paläosibirischen Sprachen bilden keine genetische Einheit, sondern eine Gruppe altsibirischer Restsprachen, die schon vor dem Eindringen uralischer, turkischer und tungusischer Ethnien dort gesprochen wurden.

## Ethnolinguistischer Hintergrund
Das Niwchische oder Giljakische ist eine isolierte Sprache mit noch etwa 200 Sprechern (Volkszählung 2010: 198) aus einer ethnischen Gruppe über 4000 Personen (2010: 4562), die in kleinen Einheiten als Fischer und Jäger auf Sachalin (in den Dörfern Nekrassowka und Nogliki, Rajon Poronaisk in Zentralsachalin sowie um Ocha im Norden der Insel) und am Amur-Nebenfluss Amgun, etwa zwischen Komsomolsk am Amur und Nikolajewsk am Amur – oft in der Gemeinschaft mit den tungusischen Negidalen und Russen – leben. Es gibt Anzeichen dafür, dass Niwchen bis zum 13. Jahrhundert auch in Nordjapan in Teilen von Honshū und Hokkaidō lebten. Danach gingen sie in der Bevölkerung Hokkaidōs auf, und ihre Sprache wurde dort vom Ainu beziehungsweise später dem Japanischen verdrängt.
Die Selbstbezeichnung von Volk und Sprache ist ńivx, was „Mensch“ bedeutet (genauere Sprachbezeichnung: mer ńivx dif (мер нивх диф), von mer (мер) „wir“, ńivx (нивх) „Mensch“ u. tif (тиф) „Sprache“). Der Name giljak (гиляк) stammt von der Mandschu-Bezeichnung giljami (гилями), die mit der russischen Endung -як /-jak/ erweitert wurde.

## Anteil der Sprecher an der ethnischen Gruppe
Der Anteil der ethnischen Niwchen, die ihre Sprache noch beherrschen, nahm in den letzten Jahrzehnten stark ab, wie die folgende Übersicht der Volkszählungsdaten zeigt. Die meisten kompetenten Sprecher des Niwchischen sind älter als 65 Jahre, Kinder sprechen kein Niwchisch mehr, die meisten Niwchen sprechen heute vorwiegend Russisch.
Ethnische Niwchen und Anteil der Niwchisch-Sprecher (bis 1989 gerundet):
| Jahr | Ethnische Niwchen | Niwchisch- Sprecher | Prozent |
| ---- | ----------------- | ------------------- | ------- |
| 1926 | 4100              | 4100                | 100 %   |
| 1959 | 3700              | 2800                | 76 %    |
| 1970 | 4400              | 2200                | 50 %    |
| 1979 | 4400              | 2100                | 48 %    |
| 1989 | 4700              | 1100                | 23 %    |
| 2002 | 5162              | 688                 | 13 %    |
| 2010 | 4652              | 198                 | 4 %     |

Es ist von einem weiteren Rückgang der Sprecherzahlen in den letzten Jahren auszugehen. Das Niwchische ist also eine vom baldigen Aussterben bedrohte Sprache.

## Dialekte
Niwchisch gliedert sich in drei Dialekte: Amur, Nordsachalin und Ostsachalin, wobei Amur und Ostsachalin wegen deutlicher Unterschiede in Phonetik, Grammatik und Lexikon nicht wechselseitig verständlich sind. Der Nordsachalin-Dialekt nimmt eine Zwischenposition ein. (Manche Forscher sehen die Dialekte als separate Sprachen an; dann wäre das Niwchische eine kleine Sprachfamilie und keine isolierte Sprache.) Das Ostsachalin-Niwchische hat einige Lehnwörter aus dem Ainu und Japanischen aufgenommen, während sonst der Einfluss der tungusischen Sprachen größer war. In den letzten Jahrzehnten hat der russische Lehn- und Fremdwortbestand stetig zugenommen, allerdings werden für die Begriffe des traditionellen täglichen Lebens nach wie vor durchgehend niwchische Bezeichnungen verwendet.

## Beziehungen zu anderen Sprachen
Vom Standpunkt der Morphologie und der Syntax könnte man das Niwchische als eine typische altaische Sprache ansehen, was allerdings nichts über seine genetischen Beziehungen aussagt. Es gibt zahlreiche Versuche, die Verwandtschaft des Niwchischen mit anderen Sprachen nachzuweisen. Insbesondere wurden dazu Tungusisch, Tschuktschisch, Eskimo-Aleutisch und Japanisch herangezogen.
Joseph Greenberg fasst das Niwchische als eine Untereinheit seiner heute widerlegten eurasiatischen Makrofamilie auf (Greenberg 2000). Darin folgt ihm im Wesentlichen Kortlandt (2004). Auch frühere Vertreter einer Verwandtschaft des Indogermanischen und Uralisch-Jukagirischen sprachen sich für einen genetischen Zusammenhang des Niwchischen mit verschiedenen eurasiatischen Sprachen aus. Die Argumente für solche genetischen Beziehungen sind für viele Forscher allerdings bisher nicht überzeugend gewesen, sodass das Niwchische weiterhin mehrheitlich als isolierte Sprache angesehen wird. Die Einordnung in die allein areal definierte Restgruppe der paläosibirischen Sprachen ist genetisch nicht relevant.
Einige Linguisten vermuten, dass die niwchische Sprache mit dem Koreanischen verwandt ist, aber nicht mit weiteren Sprachen. Juha Janhunen zeigt mit seinen Forschungsarbeiten, dass die Sprache von Goguryeo möglicherweise eine „amurische Sprache“ (Niwchisch) war und das heutige Koreanisch einen „amurischen“ Ursprung hat und nach und nach von Chinesischen beeinflusst wurde. (siehe Makro-Buyeo).
Heute wird eine genetische Verwandtschaft des Niwchischen vor allem mit einigen indigenen amerikanischen Sprachen vermutet. Michael Fortescue vermutet eine direkte Verwandtschaft mit den Salish-Sprachen, den Wakash-Sprachen und den Chimakum-Sprachen an der Nordwestküste Nordamerikas. 2011 erweiterte Fortescue die Gruppe um die tschuktscho-kamtschadalischen Sprachen. Ähnlich sieht es der Linguist Sergei L. Nikolajew. Er erweitert Fortescues verwandtschaftliche Gruppierung zusätzlich um die algischen Sprachen.

## Schriftsprache
Nach frühen Versuchen im Jahre 1880, die wieder in Vergessenheit gerieten, wurde 1931 für das Niwchische eine auf der lateinischen Schrift und dem Amur-Dialekt basierende Schriftsprache eingeführt (es erschienen einige Nummern einer niwchischen Zeitung). 1953 fand der Übergang zur kyrillischen Schrift mit einigen Sonderzeichen statt, die der niwchische Ethnologe Čuner M. Taksami 1980 besser an die niwchische Phonetik anpasste. Wurde die niwchische Schriftsprache zunächst noch in der Primarausbildung benutzt, so findet sie seit den 1960er Jahren auch dafür keine Verwendung mehr. Auch als (mündliche) Unterrichtssprache im Primarbereich ist das Niwchische ganz dem Russischen gewichen. Der niwchische Dichter Wladimir Sangi publizierte neben russischen Werken auch einige auf Sachalin-Niwchisch.
Seit 1990 erscheint in der Oblast Sachalin die Monatszeitung Нивх диф/Niwch dif („Niwchische Sprache“) auf Niwchisch und Russisch.
Das niwchische Alphabet:
| А а   | Б б   | В в | Г г | Ӷ ӷ | Ғ ғ   | Ӻ ӻ | Д д   |
| Е е   | Ё ё   | Ж ж | З з | И и | Й й   | К к | К’ к’ |
| Ӄ ӄ   | Ӄ’ ӄ’ | Л л | М м | Н н | Ӈ ӈ   | О о | П п   |
| П’ п’ | Р р   | Р̌ р̌ | С с | Т т | Т’ т’ | У у | Ф ф   |
| Х х   | Ӽ ӽ   | Ӿ ӿ | Ц ц | Ч ч | Ч’ ч’ | Ш ш | Щ щ   |
| Ъ ъ   | Ы ы   | Ь ь | Э э | Ю ю | Я я   |     |       |

## Sprachcharakteristik

### Phonetik und Phonologie
Das Niwchische weist ein reiches Konsonanteninventar auf:
|          | stimmlose Plosive | stimmlose aspirierte Plosive | stimmhafte Plosive | stimmlose Frikative | stimmhafte Frikative | Nasale |
| -------- | ----------------- | ---------------------------- | ------------------ | ------------------- | -------------------- | ------ |
| Labiale  | p                 | p‘                           | b                  | f                   | v                    | m      |
| Dentale  | t                 | t‘                           | d                  | ř                   | r                    | n      |
| Palatale | t'                | t'‘                          | d'                 | s                   | z                    | ɲ      |
| Velare   | k                 | k‘                           | g                  | x                   | ɣ                    | ŋ      |
| Uvulare  | q                 | q‘                           | ɢ                  | χ                   | ʁ                    | –      |

Außerdem gibt es noch die Konsonanten j, l und h.
Das Vokalsystem ist relativ einfach: a, e, i, ə, o, u.
Lange Vokale erscheinen oft als Ergebnis der Elision eines stimmhaften velaren oder uvularen Frikativs, z. B.:
- o:la < oγla „Junge“

Sie haben Phonemcharakter, wie folgendes Beispiel zeigt:
- t‘u:r „Feuer“ – t‘ur „Erbsen“

### Morphonologie
Die Konsonanten sind in Abstufungs- oder Alternationsserien eingeteilt, z. B. /p-v-b/, /t-r-d/, /t'-z-d'/, /k-γ-r/ (insgesamt gibt es 20 solcher Serien). In Abhängigkeit vom Auslaut des vorausgehenden Wortes durchlaufen die worteinleitenden Konsonanten die Allophone einer Serie (siehe auch Anlautmutation):
Beispiel (1):
- təf „Haus“ (lexikalische Form mit anlautendem /t-/)
- ətək rəf „Vaters Haus“ (/r-/ nach k-Laut)
- oγlagu dəf „Haus der Kinder“ (/d-/ nach Vokal)

Beispiel (2):
- vəkz-d’ „verlieren“
- nux pəkz-d’ „eine Nadel verlieren“

### Nominalflexion
Die Nominalflexion ist agglutinierend, sie unterscheidet durch Suffixe Numerus (Singular und Plural) sowie 8 Kasus (Fälle). Der Pluralmarker ist /-ku/ (Allophone: /-xu/, /-gu/ usw.):
- ətək „Vater“ → ətək-xu „Väter“
- oγla „Junge“ → oγla-gu „Jungen“

Neben dem unmarkierten Nominativ-Absolutiv gibt es u. a. einen Dativ-Akkusativ (Suffix /-ax/), Dativ-Aditiv (/-rox/), Lokativ (/-uin/) und Instrumentalis (/-γir/). (Das Niwchische ist keine Ergativsprache.)
Außerdem gibt es im Niwchischen pronominale Possessivpräfixe, im Singular sind dies /ńi-/, /t'‘i-/ und /p‘i-/:
- ń-rəf „mein Haus“
- t'‘-rəf „dein Haus“
- p‘-rəf „sein/ihr Haus“

### Personalpronomen
Im System der niwchischen Personalpronomen fällt in der 1. Person eine Dualform und im Plural die Unterscheidung „exklusiv“ (die angesprochene Person ist ausgeschlossen) gegenüber „inklusiv“ (die angesprochene Person ist eingeschlossen) auf:
| Person | Singular | Dual | Plural                     |
| ------ | -------- | ---- | -------------------------- |
| 1.     | ńi       | megi | ńəŋ exklusiv, mer inklusiv |
| 2.     | t'‘i     | –    | t'‘əŋ                      |
| 3.     | if       | –    | ivŋ                        |

### Zahlwörter
Eine interessante Eigentümlichkeit des Niwchischen ist die Existenz verschiedener Serien von Zahlwörtern, die in Abhängigkeit von der Nominalklasse des Gezählten benutzt werden (ähnlich wie z. B. die Numeralklassifikatoren in einer Reihe von ost- u. südostasiatischen Sprachen).
Zum Beispiel heißt das Zahlwort „drei“:
- t'aqr bei Menschen
- t'or bei Tieren
- t'em bei Booten
- t'for bei Netzen usw.

Insgesamt gibt es 26 solcher Klassen. Stabil bleibt bei allen 26 Zahlwörtern für „drei“ der einleitende Konsonant /t'-/, der offensichtlich die eigentliche Zahlinformation enthält.
Eine ähnliche Situation liegt bei allen Zahlwortserien vor, z. B. bei „eins“:
- ńim für Boote
- ńiř für Hundeschlitten usw.

Bei „zwei“:
- mim bei Booten
- miř bei Hundeschlitten usw.

### Verbalflexion
Das niwchische Verbalsystem zeichnet sich durch Polysynthese und Inkorporation aus.
Es unterscheidet die Kategorien Genus verbi (Aktiv, Hortativ, Reflexiv; ein eigentliches Passiv gibt es nicht), Aspekt (perfektiv, iterativ, habituell, durativ), Modus und Tempus in affirmativer, negativer, interrogativer und affektiver Version. Auf die äußerst komplexe Formenbildung kann hier nicht im Detail eingegangen werden. Erwähnt sei hier nur der allgemeine „Finitheits-Marker“ -d’.
Die Sprache verfügt über eine Reihe von speziellen Gerundien bzw. Konverben, mit deren Hilfe die Satzverknüpfung realisiert wird. Dabei kann mit Hilfe dieser Verbformen in den komplexen Sätzen auch Subjektsgleichheit bzw. -ungleichheit zwischen den Teilsätzen zum Ausdruck gebracht werden (s. Switch-Reference).

### Syntax
Das Niwchische hat die Grundwortstellung Subjekt-Objekt-Verb.

## Textprobe
Originalversion aus Panfilov (1965, S. 222):
П‘ат'икхэ п‘нанакхэ пан'д'. Ат'ик мат'кад'. К‘уγэ пун'д'γэ борор п‘ур т'эврq χад'. Иγрор ршыкҥан нанак т'эврq тупрш фывркт'. Т‘ӯртох ршатот ин'д'γу.
Һoҥгут‘умкэ ат'ик ырк пилра палрох мырра чолҥай хура т‘оχ к‘ура q‘отр к‘ура. [...]
Transkription nach Comrie (1981, S. 276):
p‘at'ikxe p‘nanakxe pańd'. at'ik mat'kad'. k‘uɣe puńd'ɣe boror p‘ur t'evrq χad'. iɣror řəkŋan nanak t'evrq tupř fəvrkt'. t‘uurtox řatot ińd'ɣu. hoŋgut‘umke at'ik ərk pilra palrox mərra t'‘olŋaj xura t‘oχ k‘ura q‘otr k‘ura.
Übersetzung:
„Ein jüngerer Bruder und eine ältere Schwester wuchsen zusammen auf. Der Bruder war klein. Er nahm Pfeil und Bogen, ging hinaus und schoss Vögel. Immer wenn er sie getötet hatte, brachte er sie herbei, und die ältere Schwester rupfte die Vogelfedern. Nachdem sie sie auf dem Feuer gekocht hatten, aßen sie sie. Als sie so lebten, war der Bruder schon groß und ging immer hinauf in den Wald und tötete Rentiere, tötete Elche und tötete Bären.“